# Sevim
Sevim ist ein weiblicher Vorname und Familienname.

## Herkunft und Bedeutung
Der Name stammt aus dem Türkischen und bedeutet Beliebtheit, Schönheit und Freude. Das Wort ist im modernen Türkisch jedoch nicht mehr gebräuchlich, da es ursprünglich aus dem Osmanischen stammt. Das türkische Wort „sevimli“ heißt „lieb“, „liebenswert“ oder „sympathisch“ und ist eine Erweiterung des Wortes Sevim.

## Namensträger

### Vorname
- Sevim Çelebi-Gottschlich (* 1950), deutsche Politikerin türkischer Herkunft
- Sevim Dağdelen (* 1975), deutsche Politikerin türkisch-kurdischer Herkunft
- Sevim Kaya-Karadağ (* 1972), deutsche Politikerin türkischer Herkunft

### Familienname
- Aykut Sevim (* 1991), türkischer Fußballspieler
- Bora Sevim (* 1982), türkischer Fußballspieler
- Gizem Sevim (* 1997), türkische Schauspielerin